# Faraon
| O1 · O29 |

| O1 · O29 |

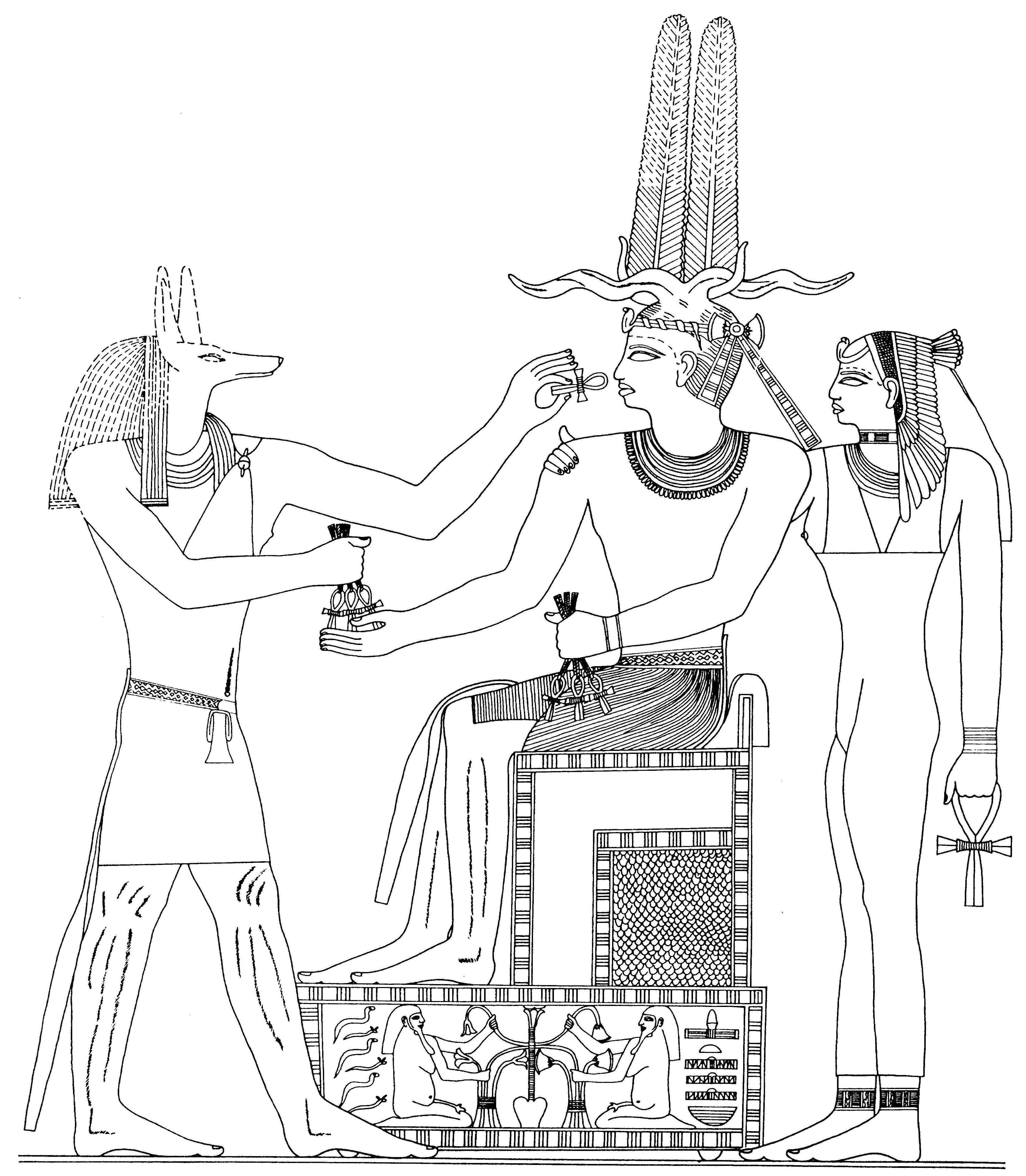
Panovník Niuserre ve společnosti bohyně Vadžety a boha Anupa obdarovávajícího jej symboly života, 5. dynastie

Faraon (ve starší literatuře také někdy farao) je titul používaný pro starověké vládce Egypta v hebrejském a později i v řeckém prostředí. Dnes je toto slovo široce používáno právě díky použití v bibli a u řeckých a římských autorů; obvyklý originální egyptský titul byl nisut-bitej, pod vlivem řečtiny překládaný jako „král Horního a Dolního Egypta“.
Slovo pochází z egyptských slov pr ˁȝ – „velký dům“, tedy „královský palác“. Už v nejstarších pramenech má „palác“ také význam slova „vláda“ a stylizované znázornění průčelí paláce, serech, je používáno jako výsostný symbol pro zápis králova jména; později se toto spojení stalo neoficiálním titulem krále jako označení zastávaného úřadu. První doložené použití obratu v tomto významu se týká Thutmose III. z 18. dynastie, před kartuší se zapsaným královským jménem se poprvé objevuje za 22. dynastie.

## Božský panovník

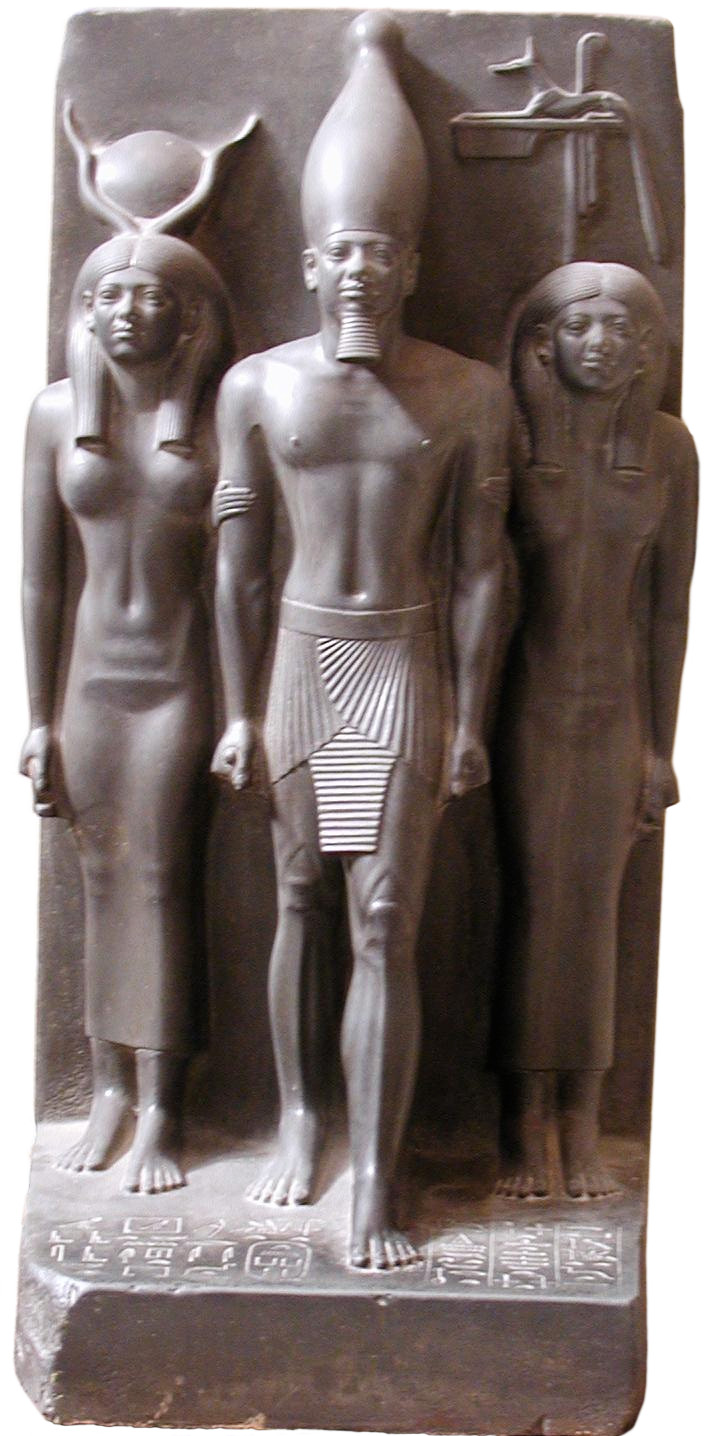
Panovník Menkaure ve společnosti dvou bohyní, 4. dynastie

V literatuře (zejména starší) se uvádí, že faraoni byli pokládáni za potomky bohů a tedy také bohy. Tato interpretace se ovšem ve světle nových pramenů ukazuje jako zjednodušená. Dnes v egyptologii převažuje názor, že Egypťané své panovníky chápali jako bytosti dvojí podstaty – božské i lidské současně (tak to vyplývá například z Naučení Amenemheta I. synovi nebo z Loajalistického naučení, významných literárních děl z žánru Knih moudrých rad do života z doby 12. dynastie). Božství krále bylo dáno především božstvím jeho úřadu – věčné královské moci.
Egyptský král tedy byl výjimečnou bytostí – jako jediný mohl přirozeně a sám ze své podstaty jako syn boha (nejobvykleji boha slunce, ale i jiných) pobývat ve společnosti bohů a v kultické sféře mu proto byla přisuzováno božství, jako individuální bytosti však patrně nikoli. Egypťané nejspíše svého panovníka chápali jako reprezentaci božského principu v lidském světě, jeho jakési manifestační zpřítomnění.
S tím patrně souvisí způsob, jakým sami Egypťané svého panovníka s bohy spojovali: za života jej vždy důsledně označovali jako nṯr nfr, zatímco bohové byli titulováni jako nṯr ˁȝ – „velký bůh“. Termín nfr může být přeložen různými způsoby – jako „krásný“, „dobrý“, „dokonalý“, ale také jako „mladý (= mladší)“ (tak termín překládá egyptolog Jaromír Málek). Přestože překlad tohoto označení jako „mladší bohové“ nedosáhlo v egyptologii širšího uznání, jeho důsledné používání poukazuje pro moderního člověka sice obsahově prozatím ne zcela srozumitelně, ale naprosto zato nepochybně, na významový posun chápání podstaty božství ve vztahu k panovníkům oproti bohům samotným.
Z důvodu svého božského původu také král teoreticky vystupoval jako jediný obřadník v rámci chrámového rituálu. Kněží jednotlivých chrámů byli králem jmenováni jako jeho zástupci a mohli jím být také odvoláni – byli tedy v podstatě státními úředníky. Ostatně až do doby Nové říše v Egyptě neexistovalo (snad s výjimkou zádušních kněží) profesionální kněžstvo a služby v chrámech se panovníkovým jménem ujímali místní významní hodnostáři z titulu svých správních funkcí. Stejně tak byl chrámový majetek plně v králově moci a panovník jím mohl z titulu své božské podstaty alespoň teoreticky disponovat podle své libosti.
V průběhu vývoje docházelo od Nové říše k proměnám těchto představ směrem k posílení autonomie chrámů a jejich personálu – vyvrcholením bylo ustavení Amonova království v Horním Egyptě po zániku 20. dynastie. Zůstávaly nicméně stále živé a jednotliví panovníci jich podle svých možností a se střídavými úspěchy aktivně využívali ještě v ptolemaiovské době.

## Titulatura

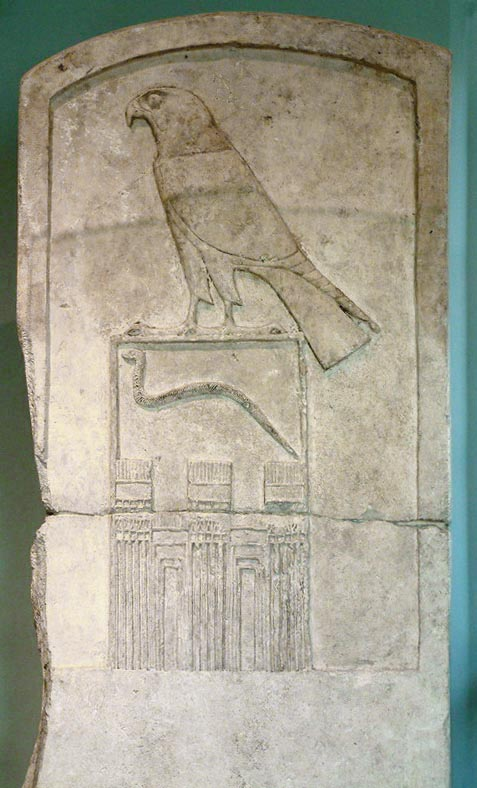
Serech se jménem panovníka Wadžiho, 1. dynastie

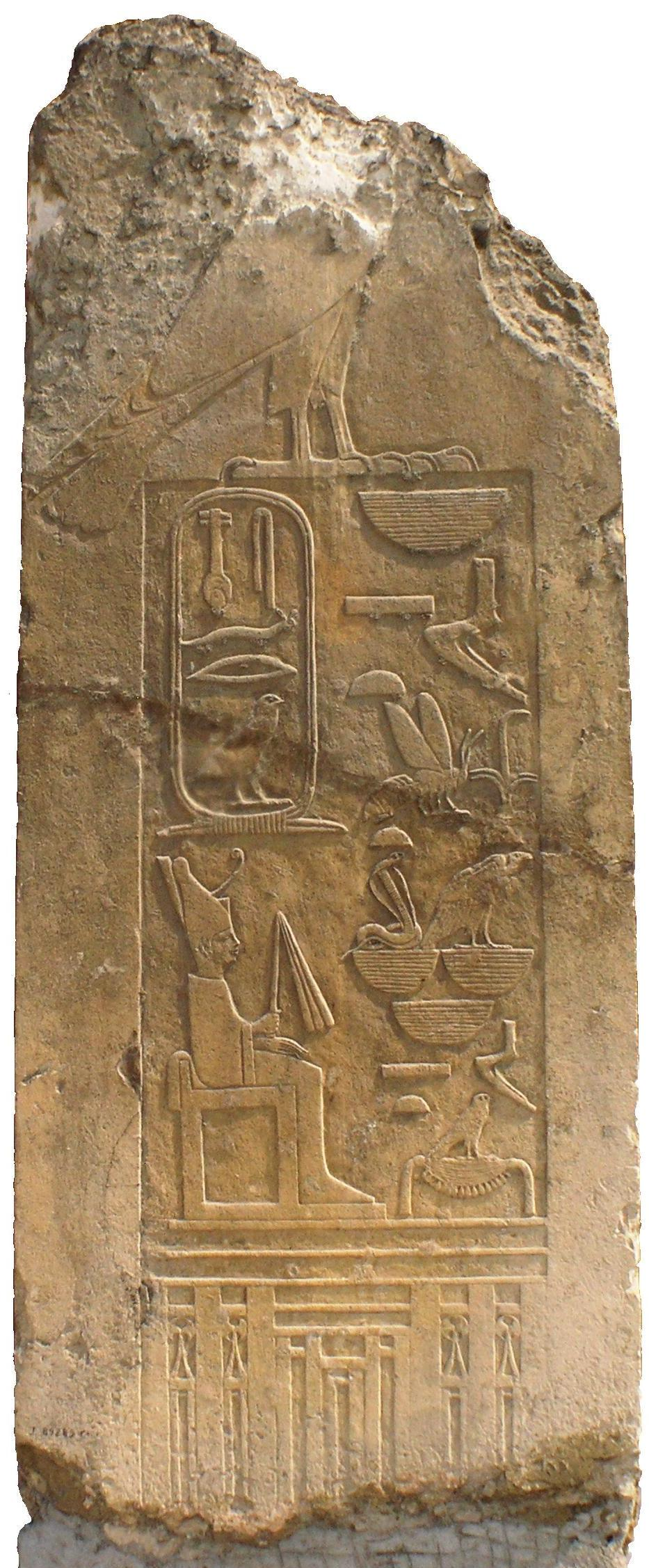
Titulatura panovníka Snofrua v serechu, 4. dynastie

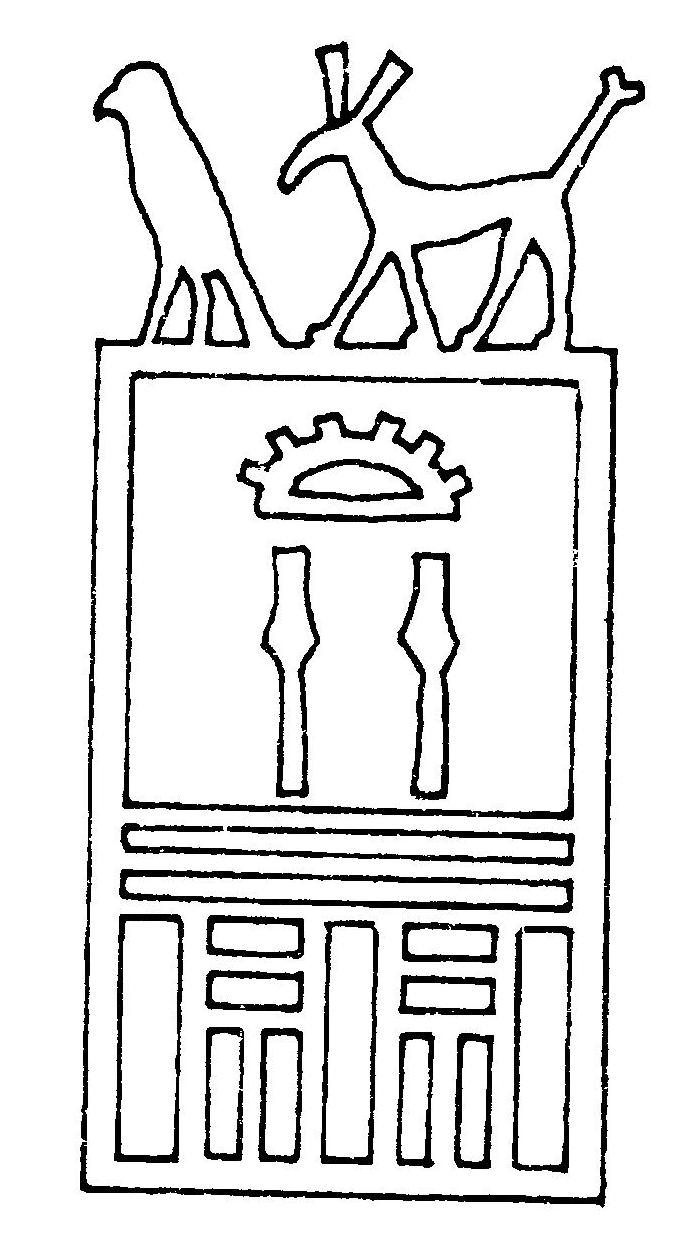
Serech panovníka Chasechemueje se složeným titulem Hor-Sutech, 2. dynastie

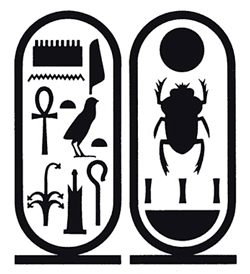
Kartuše panovníka Tutanchamona: Nebcheprure Tutanchamon (čteno zprava)

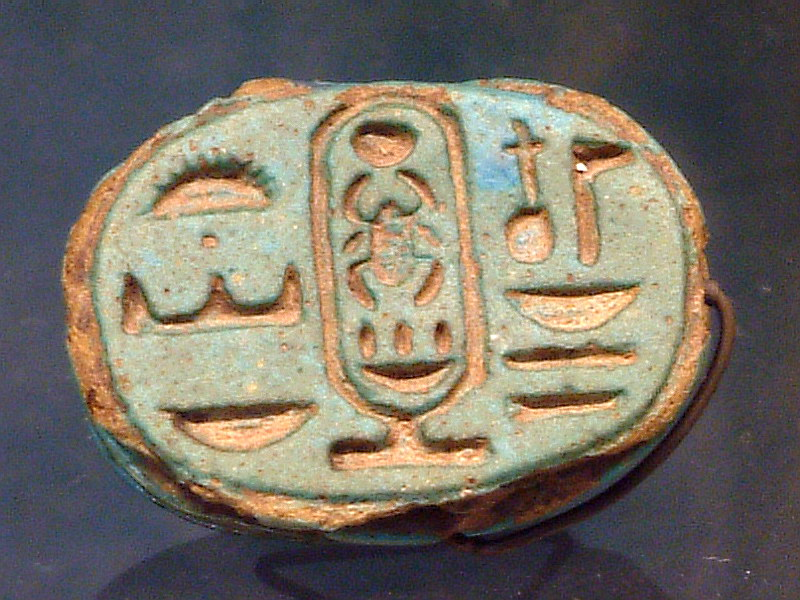
Tutanchamonovo trůnní jméno Nebcheprure v kartuši s předcházejícím titulem „Dobrý bůh, pán Obou zemí“ (čteno zprava), 18. dynastie

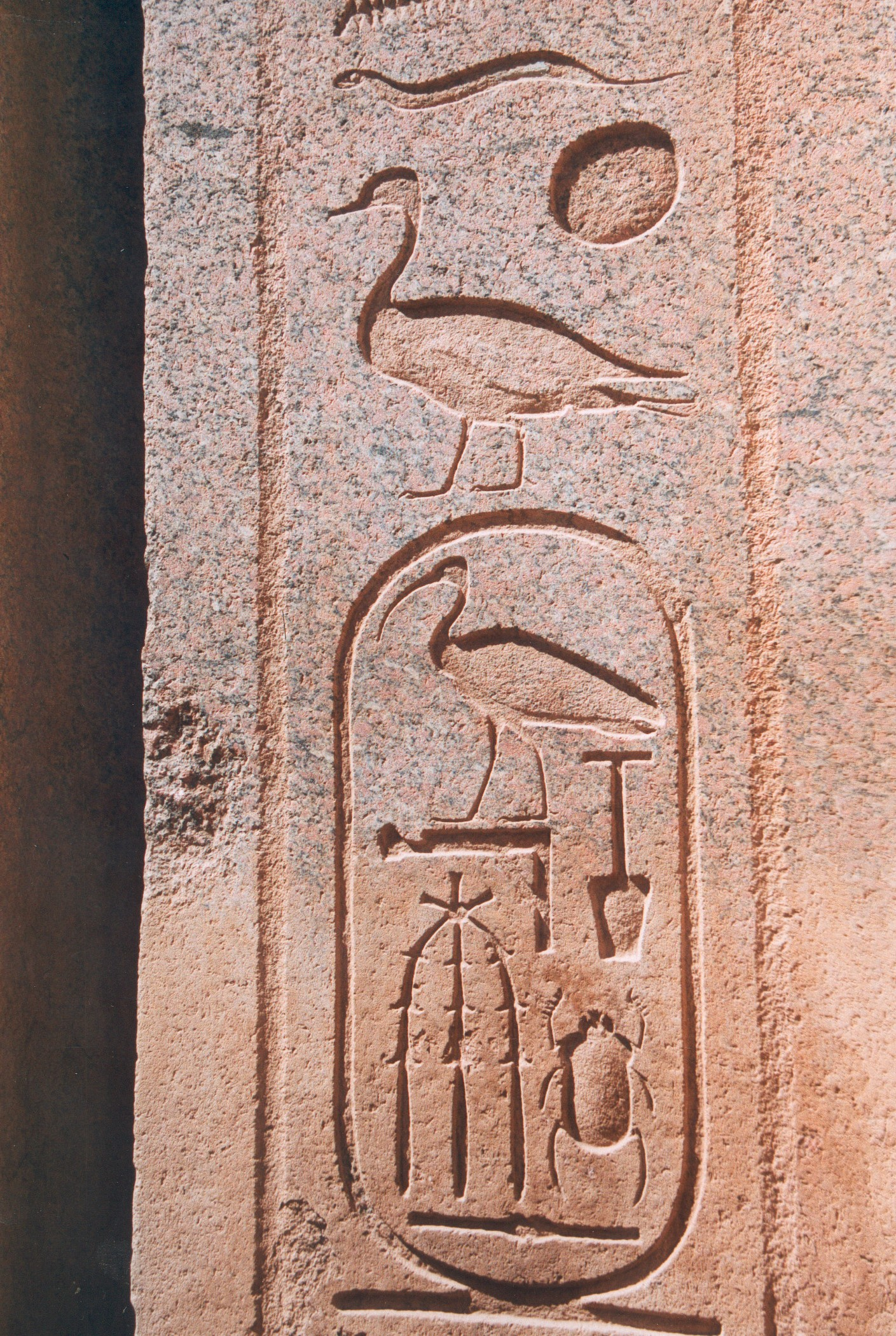
„Syn Reův Thutmose“, 18. dynastie

### Principy královské titulatury
V počátečních obdobích starověku užíval panovník jediné jméno zapisované do tzv. serechu, rámečku v podobě stylizovaného paláce s opevněným průčelím. To panovníka identifikuje jako toho, kdo sídlí v paláci (eventuálně v pevnosti), tedy jako toho, kdo drží moc. Nad serechem bývá zobrazen sokol boha nebes a vládce země Hora, což znamená, že král byl pojmenováván jako „Hor XY“. Byl pokládán za vtělení tohoto boha, který byl panovníkovým ka. Po doplnění počtu královských jmen bylo toto jméno (v egyptologii označované jako tzv. Horovo jméno) uváděno jako první v pořadí.
Vývoj královské titulatury byl uzavřen v době Střední říše, od kdy se její plná podoba sestávala z celkem pěti jmen uvozených výhradními znaky vypovídajících o králově podstatě. Tato jména pěti různými aspekty vyjadřovala dva základní principy ideologie královské moci: jednak božskou roli krále a její vztah k lidské přirozenosti konkrétního nositele titulů, jednak princip duality Egypta sjednocením dvou jeho částí (tj. Horní a Dolní země) pod vládou jednoho panovníka. Poslední dvě jména byla zapisována do dvou tzv. kartuší. Ta se objevuje na přelomu 3. a 4. dynastie, kdy je v ní poprvé zapsáno tzv. trůnní jméno krále Huneje a o něco později rodné jméno jeho nástupce krále Snofrua. Úplná královská titulatura se ovšem využívala jen zřídka, byla vyhrazena zejména pro sakrální sféru.
Z celého mnohojmení o povaze královské moci a jejím vývoji v představách Egypťanů nejnázorněji vypovídá tzv. trůnní jméno, o něž byla královská titulatura rozšířena ještě v době 1. dynastie. V pozdějších dobách se stalo čtvrtým v pořadí. Právě pod ním byl panovník uváděn v úředních dokumentech a byl tak znám svým poddaným. Toto jméno je přesněji označováno jako nswt-bjtj a psáno hieroglyfy pro ostřici a včelu, které byly heraldickými symboly Horního a Dolního Egypta. To reflektuje překlad titulu do řečtiny zdůrazňující mocensko-politické postavení krále v podobě překladu „král Horního a Dolního Egypta“. Ten ovšem v sobě obsahuje nepochopení egyptských představ o povaze panovnické moci. Druhá část titulu bjtj totiž znamená osobní, lidskou přirozenost krále, zatímco první část složeniny nswt odpovídá božské přirozenosti, která je v nitru panovníka. To znamená, že titul vyjadřuje nikoli dualitu politickou, ale náboženskou: deklaruje podvojnou přirozenost královské moci odpovídající emanaci božského přítomné v dočasném lidském rozměru.
Ian Shaw k tomu poznamenává, že „titul nswt zřejmě vypovídal o neměnnosti božského krále (téměř odpovídal samotné královské hodnosti). Výraz bitej naopak popisuje současného pomíjivého držitele královské hodnosti: jednoho konkrétního vládnoucího krále v omezeném úseku času. Každý král v sobě tudíž nesl kombinaci božského a smrtelného.“
Podstatným rysem královské titulatury je, že jména (především jméno nisut-bitej, ale platí to i pro ostatní) vyhlašovala určitý ideologický kontext vlády konkrétního panovníka. Ve skutečnosti v sobě obsahovala jména bohů, používala jejich mytologických a teologických souvislostí (jde v podstatě o věty náboženské povahy, které je třeba číst, a to za použití gramatických pravidel egyptštiny) a jejich prostřednictvím nastiňovala politický program vlády. Jan Assmann upozorňuje na to, že trůnní jména „tradičně obsahovala výpověď o slunečním bohu Reovi, a představovala tak něco jako zásadu, které se měl král držet a která měla období jeho vlády zajistit požehnání slunečního boha.“ Změna některého ze jmen jednoho a téhož krále v průběhu jeho vlády nebo jiné pozměnění panovnické titulatury proto vždy poukazuje na významnou změnu politických či ideologických představ. Dokládá to například titulatura panovníka Peribsena: původně užíval Horovo jméno Sechemib, ale pro zápis nového jména v serechu použil jako titul jméno nikoli boha Hora, ale boha Sutecha, jeho mytologického protivníka, nebo titulatura panovníka Chasechemueje (v překladu „Obě mocnosti se zjevují v záři“), který po změně jména z Chasechem (v překladu „Mocnost se zjevuje v záři“) pro zápis nového v serechu použil jako titul jména obou bohů.
Dalším příkladem použití tohoto principu může být titulatura panovníka Tutanchamona: levá kartuše obsahuje páté královské jméno (tj. jméno Syn Reův) zpravidla uváděné jako „Tutanchamon“, které v souvislosti s odklonem dvora od Achnatonovy náboženské reformy nahradilo předchozí „Tutanchaton“. Doslova ji lze přečíst jako „Živá podoba Amona, vládce jižního Iunu (= Vesetu)“, což je chápáno jako výpověď vztahující se k nositeli jména, tedy ke králi, stejně tak lze ovšem text číst jako výpověď o bohu Amonovi: „Amon – žijící socha, vládce jižního Iunu“, přičemž zmínka o kultovním obrazu by mohla být jednoznačným přihlášením se k předamarnským náboženským tradicím a přídomek „vládce Iunu“ lze chápat jako opisné označení slunečního boha Rea, s nímž by tak Amon byl ztotožněn. Celek jména by tak mohl být odmítnutím reformy Tutanchamonova předchůdce a vyjádřením nově pojaté Amonovy teologie vznikající jako reakce na ni. Tyto významové posuny, k nimž standardně dochází při překladech staroegyptských textů a které starověkým Egypťanům nevznikaly, samozřejmě znesnadňují naše pochopení významu královských jmen jednotlivých panovníků.

### Oficiální titulatura
Celkově panovník používal pět formálních titulů uváděných příslušnými výsadními hieroglyfickými znaky předcházejícími jednotlivým jménům (podle pořadí):
- Horovo jméno v serechu, jímž byl ztotožňován s bohem Horem,
- jméno Obě paní, které jej spojovalo s ochrannými bohyněmi Horního a Dolního Egypta v podobě supice Nebchet a kobry Vadžet,
- jméno Zlatý Hor, jehož význam není prozatím jasný,
- tzv. trůnní jméno, tedy nisut-bitej (doslova „patřící rákosu a včele“) uváděné v první kartuši, které snad kromě výše uvedeného významu dostalo sekundárně i politický význam reflektovaný řeckým překladem „král Horního a Dolního Egypta“. Mohl by to dosvědčovat fakt, že za znaky uvádějící toto jméno byl obzvláště v době Nové říše, ale i dříve, býval připojován (někdy jím byly dokonce nahrazovány) opis „pán Obou zemí“,
- jméno Syn Reův uváděné ve druhé kartuši, které se objevuje v době 4. dynastie za panovníka Rachefa a spojuje krále se slunečním bohem Reem. Šlo o osobní jméno panovníka, které měl od svého narození ještě jako soukromá osoba. Zdá se, že v pozdější době toto jméno vykazuje charakter jakéhosi jména rodového, typického pro určitou královskou dynastii nebo její část. V 11. dynastii to bylo jméno Mentuhotep, ve 12. jména Amenemhet a Senusret, ve 13. jméno Sobekhotep, v 18. jména Amenhotep a Thutmose, ve 20. dynastii jméno Ramesse. Zejména v době pozdní Nové říše bylo spojováno s pseudotitulem „pán (slunečních) horizontů“.

Příkladem základní části královské titulatury může být jméno Thutmose III. V hieroglyfickém zápisu: 
|                   |           |   |     |         |
| \| \| \| \| \| \| |           |   |     |         |
|                   |           |   |     |         |
| E1                | D44 · N28 | m | R19 | t · O49 |

| E1 | D44 · N28 | m | R19 | t · O49 |

|                   |           |   |     |         |
| \| \| \| \| \| \| |           |   |     |         |
|                   |           |   |     |         |
| E1                | D44 · N28 | m | R19 | t · O49 |

| E1 | D44 · N28 | m | R19 | t · O49 |

| G16 | V29 | M23 | t | i | i | N5 · Z1 | W19 | m | p · t · N1 | S42 |

| G8 |

| F9 · F9 | D44 · N28 | Z3 |

| M23 · X1 | L2 · X1 |

|             |    |    |
| \| \| \| \| |    |    |
|             |    |    |
| N5          | Y5 | L1 |

| N5 | Y5 | L1 |

|             |    |    |
| \| \| \| \| |    |    |
|             |    |    |
| N5          | Y5 | L1 |

| N5 | Y5 | L1 |

| G39 | N5 |

|                   |     |     |     |    |
| \| \| \| \| \| \| |     |     |     |    |
|                   |     |     |     |    |
| G26               | F31 | S29 | nfr | L1 |

| G26 | F31 | S29 | nfr | L1 |

|                   |     |     |     |    |
| \| \| \| \| \| \| |     |     |     |    |
|                   |     |     |     |    |
| G26               | F31 | S29 | nfr | L1 |

| G26 | F31 | S29 | nfr | L1 |

| O10 | V30 · t | Aa15 · I9 | D28 · t | O49 · O49 · O49 | U6 | M17 | M17 |

V překladu: „Hor ´Mocný býk vycházející v záři ve Vesetu´, Obě paní ´Trvalé královské vlády jako Re na nebesích´, Zlatý Hor ´Mocné síly a posvátných diadémů´, Patřící rákosu a včele ´Trvalé je to, co povstalo z Rea (= Mencheperre)´, Syn Reův ´Zrozený Thovtem (= Thutmose) – Krásné podoby´, Miláček Hathory, Paní tyrkysu“

### Pseudotituly a další součásti
Vedle oficiálních titulů existovala řada dalších formálních označení (tzv. pseudotitulů), která sice netvořila pravidelnou součást úplné královské titulatury, ale mohla ji doplňovat, případně nahrazovat některé její části. Vedle už zmíněných titulů „dobrý bůh“ a „pán Obou zemí“ to mohlo být označení překládané jako „pán (slunečních) horizontů“ nebo „pán (královských) diadémů“ (doslova „pán objevování se (v záři)“). Není možné říci, podle jakého pravidla Egypťané rozhodovali jednou o použití tradičního zápisu jména a jindy o použití zápisu pozměněného, je ale pravděpodobné, že pseudotituly postupně získávaly oficiální charakter. Například v době Achnatonově, která je ve svých důsledcích pro pohled Egypťanů na vztah krále a bohů pokládána za přelomovou, byl po znacích královského jména nisut-bitej jako doplnění zpravidla uváděn titul „pán Obou zemí“, po něm pro tuto dobu specifické označení „žijící pravdou“ a teprve poté první kartuše. V Tutanchamonově hrobce nelze nalézt ve způsobu zápisu panovníkova jména s pseudotituly žádnou pravidelnost: při jediném zápisu obou kartuší jim bezprostředně předcházejí tradiční znaky, ale samostatný zápis první kartuše se jménem Nebcheprure (druhá se jménem Tutanchamon na nápisech není na rozdíl od některých z předchozích královských hrobek nikde zapsána samostatně) je variabilní. Délka nápisů mohla být limitována velikostí místa jim vyhrazeného vedle vyobrazení, nejčastěji zvolenými tituly předcházejícími královskému jménu jsou označení „dobrý bůh“ a „pán Obou zemí“ v kombinaci s jinými. Jednou je použit titul „král a pán Obou zemí“ a také složité označení:
|             |     |          |
| \| \| \| \| |     |          |
|             |     |          |
| ra          | xpr | Z2 · V30 |

| ra | xpr | Z2 · V30 |

|             |     |          |
| \| \| \| \| |     |          |
|             |     |          |
| ra          | xpr | Z2 · V30 |

| ra | xpr | Z2 · V30 |

v překladu: „Dobrý bůh, pán Obou zemí, pán horizontů ´Re je pán forem, které povstaly´ (= Nebcheprure)“ s následujícím přání dlouhého života. Různé kombinace titulů jsou také na předmětech z Tutanchamonovy hrobky. Proto pro tuto dobu nelze z použití jednotlivých pseudotitulů usoudit na jednoznačná pravidla. Nápisy v královských hrobkách 20. dynastie, přestože obsahují i tradiční způsoby zápisu, ovšem už preferují podle všeho ustálené používání titulu „pán horizontů“ jako náhrady znaků pro jméno Syn Reův a titulu „pán Obou zemí“ znaků pro jméno nisut-bitej.
Kromě pseudotitulů samozřejmě existovala i další neformální označení užívaná v běžnějších nebo soukromých dokumentech, která se objevují i bez uvedení jména krále: např. „král“, „veličenstvo“ a další.
Za královskou titulaturu mohla být připojována řada dovětků odkazujících na zvláštní spojení krále s některými bohy (např. „milovaný Amonem“, „milovaný Hathorou“) a obsahující přání zdaru panovníkovi, například přání zpravidla překládané jako „nechť je živ, zdráv a svěží“ nebo přídomek „obdařený věčným životem“.
V běžnějším zkráceném záznamu byl panovník uváděn posledními dvěma jmény zapisovanými do dvou kartuší (eventuálně pouze jménem čtvrtým v jedné kartuši). Kromě toho se vžila celá řada nepřímých způsobů, jimiž byl panovník označován. Tato označení (např. „miláček bohů“, „mocný býk“) dnes znějí výhradně opisně, nicméně pro starověké Egypťany měla náboženský a mytologický kontext, který rozhodně nebyl pouze metaforou.

## Panovník a politická správa

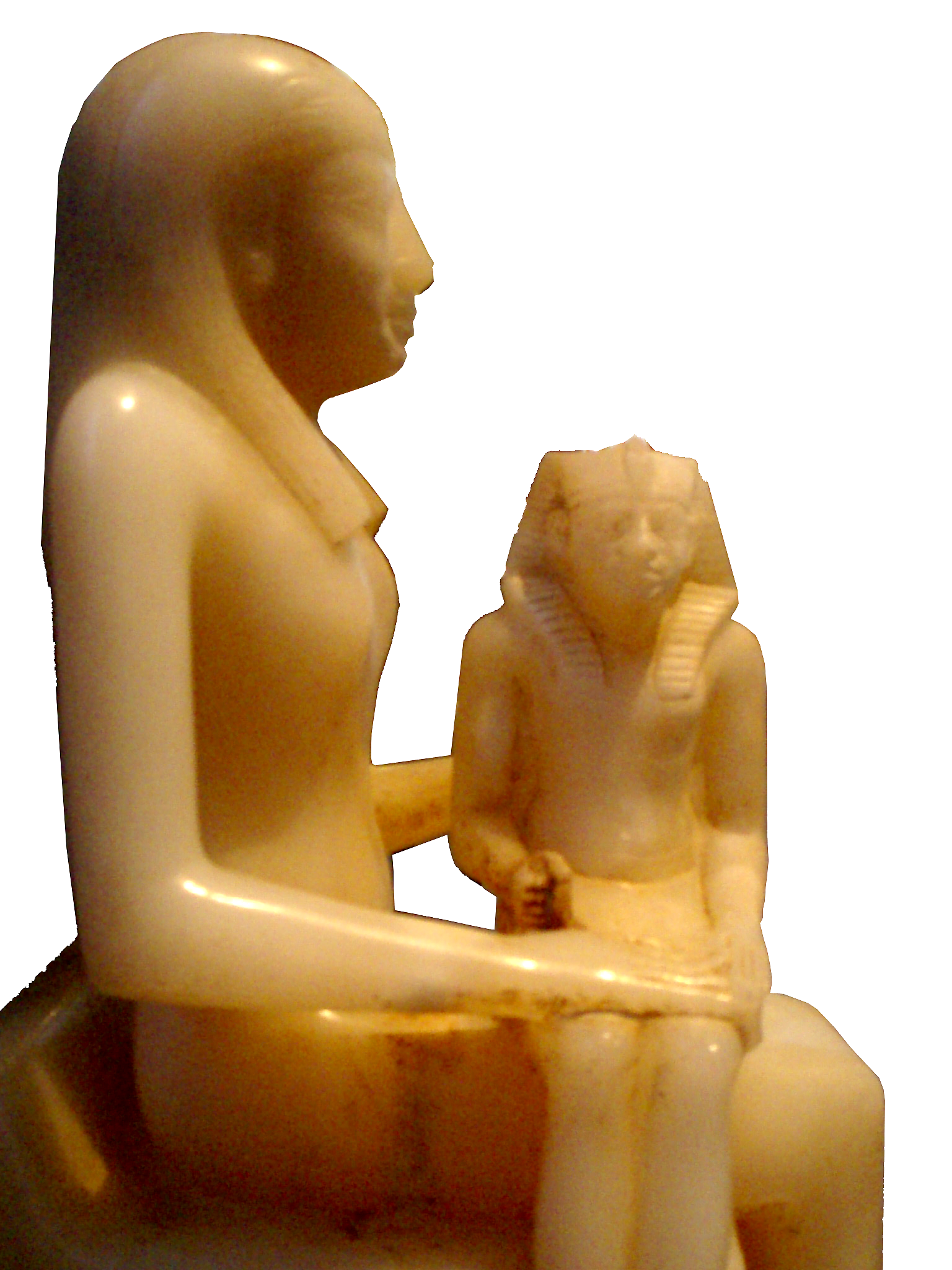
Pepi II. na klíně své matky, 6. dynastie

Starověký Egypt je v souvislosti s výše nastíněný chápáním panovníka v literatuře charakterizován jako polobožské království, jehož autorita jako instituce zůstala po více než tři tisíciletí prakticky nezpochybněna.. Jeho základní ideologickou myšlenkou byl formální vztah mezi Egyptem (a tedy egyptským státem, zajišťujícím v osobě panovníka náboženský kult) a jeho bohy. Bohové prostřednictvím svého stvoření světa (přesněji Egypta jako zosobnění celého světa) vtiskli všemu existujícímu řád maat, jehož udržování jako jediné záruky trvání a nerušené existence stvořeného světa bylo ústředním úkolem královské moci. Panovník tak činil především skrze ritualizaci své náboženské role v chrámovém kultu, jehož byl formálně jediným oprávněným činovníkem, byť zastupovaným kněžími. Z toho důvodu také byla králi dána nejvyšší politická autorita. V ideologii a po většinu období starověkého Egypta také v praxi proto panovníci vystupují jako jediný společností akceptovatelný zdroj veškeré politické aktivity.
Ilustrací tohoto principu je socha Pepiho II.: přestože se panovníkem stal jako velmi malé dítě a je zachycen na klíně své matky, je zobrazen jako miniatura dospělého krále s patřičnými atributy. Ačkoli je nepochybné, že řada králů nastoupila na trůn v době svého dětství, ani náznakem nejsou události raného období jejich vlády připisovány jiným osobám, např. jejich regentům. Nečetné výjimky z tohoto stavu, například prohlášení hodnostáře Baje z doby panovníka Siptaha, že „dosadil krále na trůn jeho otce“ (což je sdělení, které bylo za normálních okolností vkládáno do úst bohům) jej spíše potvrzují než vyvracejí.
Přestože neznáme přesná pravidla egyptského nástupnického systému, je jisté, že základem správného fungování správy bylo následnictví mladého krále (v době nezletilosti zastupovaného nejčastěji ženou z královské rodiny, zpravidla jeho matkou), který v prvním období vlády svou osobní aktivitou a mobilitou, spojenou s mobilitou královského dvora jako centra správy, udával směr celé místní i centrální administrativě. Panovníci a jejich osobní schopnost iniciativního řešení problémů tudíž do značné míry ovlivňovala chod společnosti. Názorným příkladem může být Achnaton, proti jehož reformě patrně nevznikla žádná účinná politická opozice, nebo období pozdních Ramessovců – postarších králů, jejichž vláda znamenala úpadek úrovně správy a vládnutí. K tomu autoři Cambridge History of Africa I velmi výstižně poznamenávají, že „altruistické plnění povinností (panovníkem) bylo totožné s jeho vlastním zájmem…“, protože „slabost, neschopnost nebo neúčinnost na straně krále mohly vyvrcholit špatnou správou Egypta.“
Na druhou stranu je ovšem třeba říci, že egyptský král byl svou výlučnou vazbou na bohy také limitován: řád maat, který byl odvozován od aktu stvoření světa, tvořil pro společnost objektivní standard, jehož dodržování bylo chápáno v přímém vztahu k míře božského schválení, jemuž se konkrétní panovník těšil. Král převzal svou moc od bohů a měl ve svém jednání sledovat jejich vůli („činit maat“), takže mohl být vnímán jako jejich jakýsi nástroj, jehož prostřednictvím oni sami Egypt spravují. V této souvislosti výše citovaní autoři připomínají text Démotické kroniky z ptolemaiovské doby, která „připisuje pád některých panovníků Pozdní doby jejich selhání při uspokojení bohů“, a pro starší období „ničení památek, které byly vytvořeny určitými panovníky, jejichž činy byly považovány za urážlivé k maat“.
Královská moc tedy měla nejen posvátný, ale v konečném důsledku především ryze politický charakter, jehož si Egypťané byli velice dobře vědomi. Výše citovaní autoři zdůrazňují, že „vztah lidské a božské povahy panovníka byl jedním z (jejich) hlavních filozofických problémů“. Zejména v textech z doby Střední říše a z období bezprostředně ji předcházejícího (například v některých z tzv. naučení adresovaných panovníkům) lze doložit praktický racionalistický pohled na vládu oproštěný do značné míry od náboženského kontextu. Objevuje se v nich chápání královského úřadu jako jakéhosi „řemesla“ osvojitelného prostřednictvím zachovávání správných rad, vědomí odpovědnosti, kterou král (často označovaný jako „pastýř lidu“) nese, ale také přesvědčení o nutnosti jisté míry cynismu, jíž je třeba být vybaven pro uchování moci, a také o osamělosti a zrádnosti, jimž je panovník vystaven (např. Naučení pro krále Merikarea a Naučení Amenemheta I. synovi).
Všechny tyto představy byly v egyptském myšlení přítomny současně, takže jednotlivá období mohla klást důraz na různá pojetí královské moci a tím i způsoby uplatňování politické správy. Obecně lze nejpozději od konce Nové říše vysledovat postupné „polidšťování“ krále nejen jako osoby, ale také jako instituce, takže se nakonec i soukromé osoby mohou objevovat na vyobrazeních v souvislostech, které byly dříve vyhrazeny výhradně panovníkům (např. služba bohům, vyměřování základů chrámu a podobně). Královská moc však přesto v Egyptě až do nástupu nových ideových proudů (spojených s římským obdobím a nakonec zejména s křesťanstvím) měla výsostný charakter a její nositelé zůstávali nejmocnějšími činiteli ve správě.

## Ikonografie

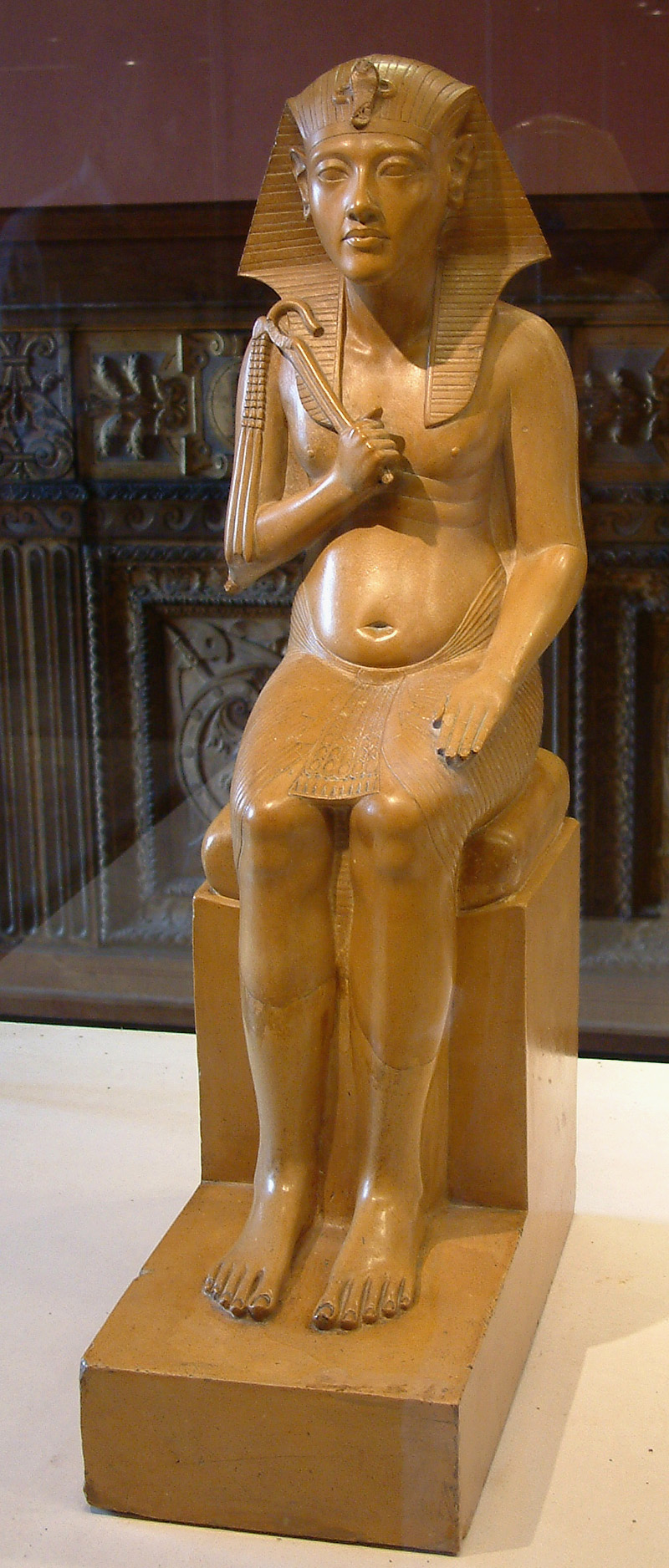
Panovník (nejpravděpodobněji Amenhotep IV.) v typické pozici
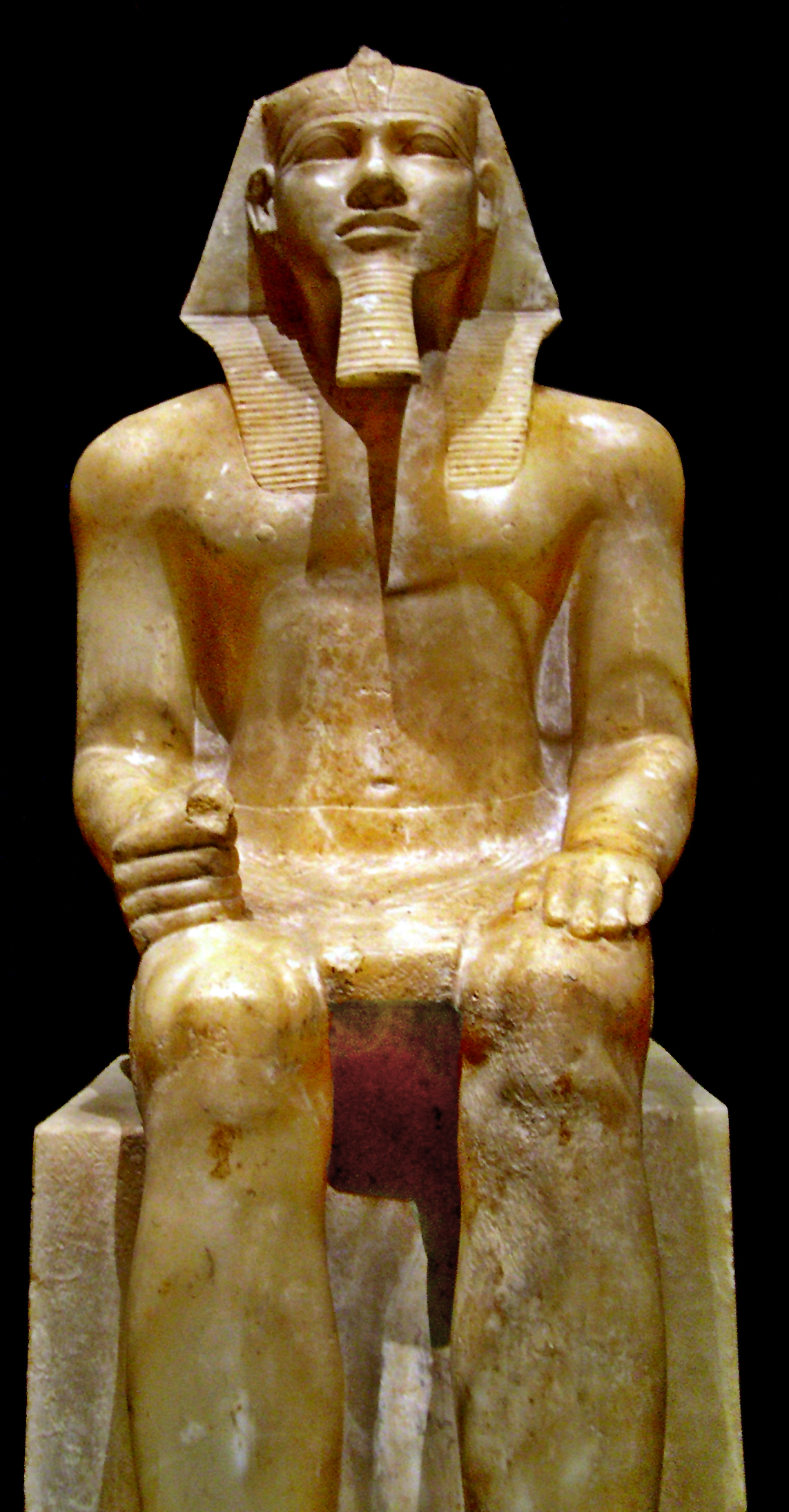
Panovník Rachef v typickém zobrazení, 4. dynastie
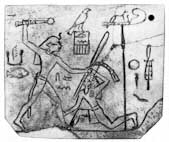
Panovník Den zabíjí nepřítele, 1. dynastie
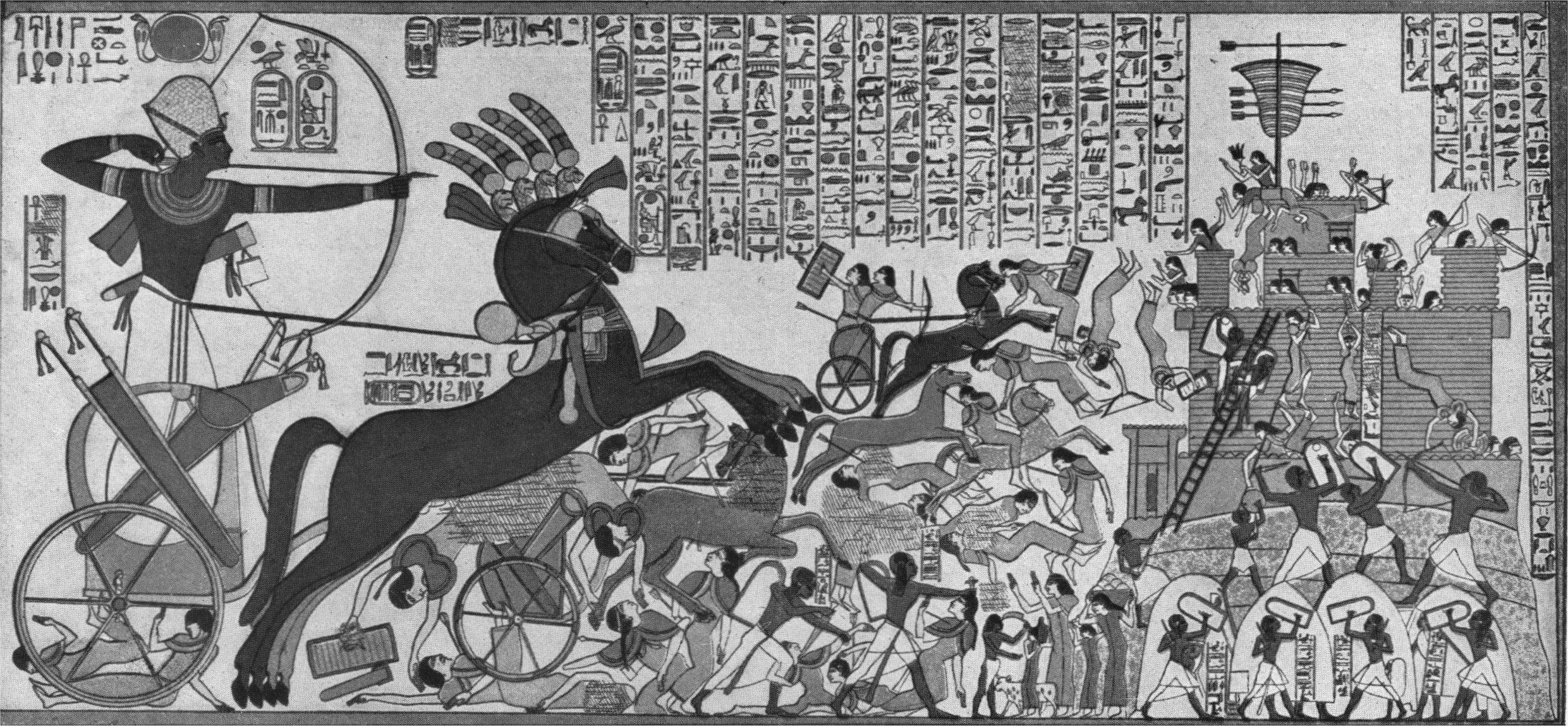
Panovník Ramesse II. jako válečník, 19. dynastie

### Panovnické regálie

Bílá koruna
Červená koruna
Spojená koruna